# Asticta decolor
Asticta decolor là một loài bướm đêm trong họ Erebidae.